# György Jakubinyi
György-Miklós Jakubinyi (13 février 1946 - Sighetu Marmației) est un archevêque romano-catholique émérite d'Alba Iulia en Roumanie.

## Biographie
György Jakubinyi a été ordonné prêtre le 13 avril 1969. Il a étudié la théologie à Augsbourg, puis  à Rome à partir de 1970 : études bibliques supérieures, dont certains cours qu'il a suivis y étaient encore donnés en latin, langue qu'il a également enseignée lui-même dans un petit séminaire.
Il est évêque auxiliaire d'Alba Iulia depuis le 29 avril 1990 avec le titre d'évêque d'Aquae Regiae (de).
Jean-Paul II le nomme archevêque d'Alba Iulia le 8 avril 1994.
L'archevêché compte 540 000 catholiques dont 95 % sont d'origine hongroise.
Depuis 1991, il est aussi l'administrateur apostolique de l'Église catholique arménienne de Roumanie.
Il se retire de la fonction d'archevêque d'Alba Iulia le 24 décembre 2019. 
György Jakubinyi est un polyglotte dont la langue maternelle est le hongrois. Il parle entre autres le roumain, l'allemand, l'italien, le russe, le polonais, l'anglais et l'espéranto :
« En ma qualité d'évêque j'ai déjà plaidé, dans deux synodes à Rome, pour l'espéranto et non plus pour le latin. C'était aux deux synodes extraordinaires sur l'Europe, le 29 novembre 1991 et le 4 octobre 1999, auxquels assistait le Saint-Père [Jean-Paul II]. Je voyais que les Pères du synode ne parlaient plus le latin, alors qu'à un premier synode en 1967 le latin était encore presque toujours la langue générale. »

## Liens extérieurs
- Notices d'autorité :   - VIAF
  - ISNI
  - LCCN
  - GND
  - Israël
  - WorldCat
- Article de l'Association internationale catholique espérantiste (espéranto)